# 広州国際金融センター
広州国際金融センター（こうしゅうこくさいきんゆうセンター、广州国际金融中心, 廣州國際金融中心, 拼音: Guǎngzhōu Guójì Jīnróng Zhōngxīn, 英語: Guangzhou International Finance Center）、別名「広州西塔」（Guangzhou West Tower）は中華人民共和国広州市天河区に位置する超高層ビル。103階建てで、尖塔までの高さは440.2メートルに達する。広州市都心の再開発地区である「珠江新城」西南部の、花城大道と珠江西路が交わる街区にある。2010年から供用されており、国際会議場、高級ホテル、オフィスなどの複合用途ビルとして広州の商業・娯楽の新たな中心となっている。
タワー棟の1階から66階はオフィスが入り、67階と68階は機械室、69階から98階まではホテル、99階と100階は展望台になる。センターは地下4階・地上103階建てのタワー棟ほか28階建ての付属棟など計3つの建物からなり、敷地面積は31,000平方メートル、床面積は合計448,000平方メートルである。
珠江西路の反対側には、このビルと対になってツインタワーを構成する高さ530メートル、111階建てのCTF金融センター（広州東塔）が2017年に完成した。

## 設計
設計者はイギリスの建築設計事務所ウィルキンソン・エア（Wilkinson Eyre）で、2004年に広州市城市規画局が主催した建築設計競技で12の案の中から選ばれた。設計案のコンセプトは「透明な水晶」で、鋼管とコンクリートを使用したスーパーストラクチャーによる外側の筒状構造体と、鉄筋コンクリートの耐震壁でできた内部の筒状構造体で重さを支えている。

## 建設
広州市城市建設開発有限公司、広州市城市建設開発集団有限公司、越秀投資有限公司の連合体が開発権を得た。2005年12月26日に中国建築工程総公司と広州市建築集団有限公司によって建設が始まり、2007年10月22日に「広州西塔」という仮称に代わり広州国際金融中心という名称が定められた。
2008年12月31日には棟上が行われ2009年10月28日に竣工した。総投資額は60億元に達する。2009年の完成時点で中信広場や香港国際金融中心を抜き広州市・華南地方で最も高いビルとなり、上海環球金融中心に次ぎ中国で二番目に高いビルとなる。しかし南京市の紫峰タワーにすでに抜かれており、2010年中には香港の環球貿易広場にも抜かれることになっている。

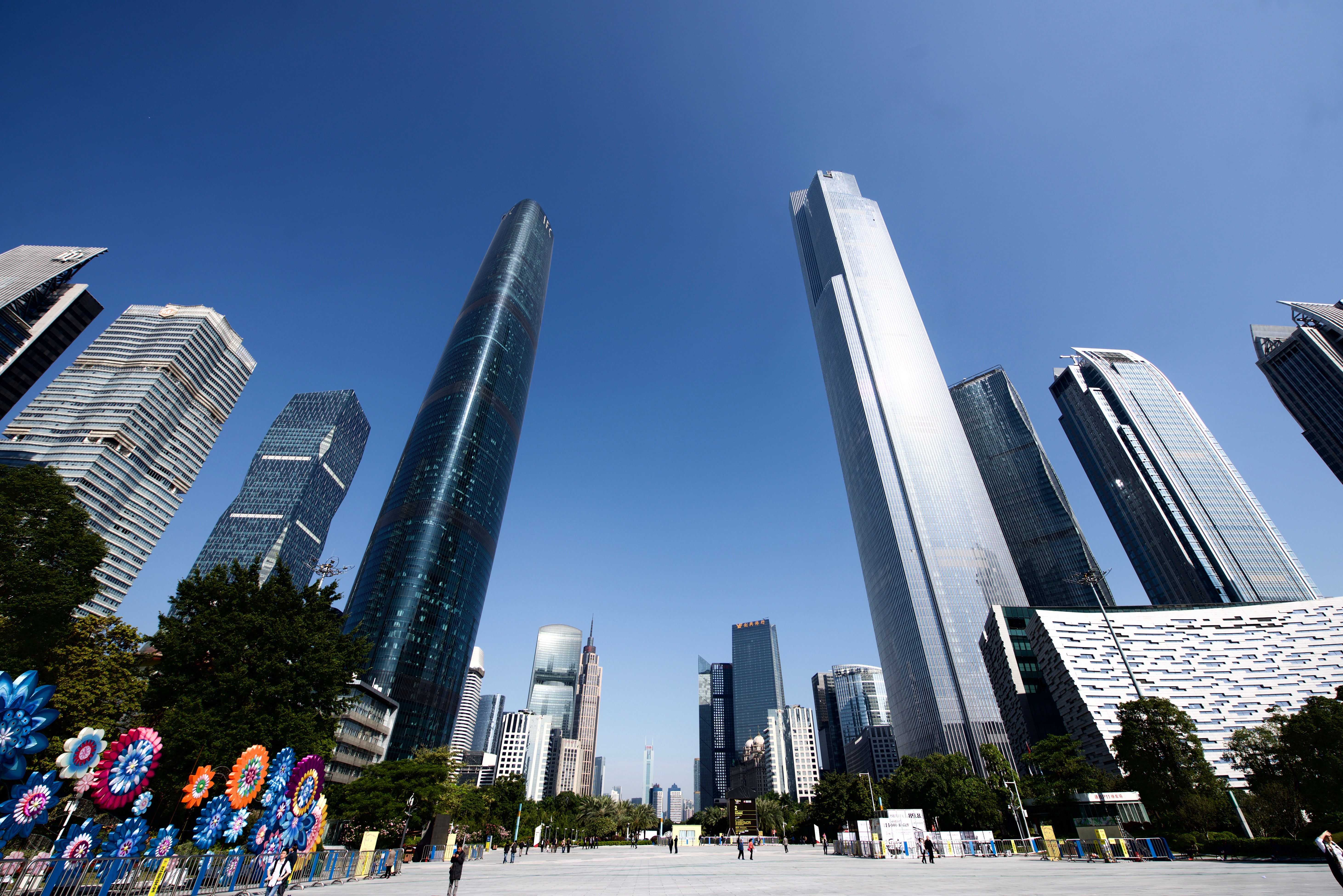
CTF金融センター（「広州東塔」、右側）とともにツインタワーをなす広州国際金融センター（「広州西塔」、左側）